# وپ (مجارستان)
وپ (به مجاری:  Vép) یک شهرداری در مجارستان است که در واش واقع شده‌است. وپ ۳۲٫۸۹ کیلومتر مربع مساحت و ۳٬۳۲۲ نفر جمعیت دارد.